# 漢森 (內布拉斯加州)
漢森（英語：Hansen）是位於美國內布拉斯加州亞當斯縣及霍爾縣的非建制地區。

## 歷史
漢森的郵局於1879年設立，其後於1956年停運。

## 地理
漢森所處的海拔為高於海平面594米（即1949英呎），而該地所採用的時區為UTC-6，即北美中部时区（CST）。同時該地設有夏令時間，為UTC-6調快一小時，即UTC-5（CDT）。